# Fonds de solidarité et de développement des initiatives étudiantes
Le Fonds de solidarité et de développement des initiatives étudiantes (FSDIE) est un fonds français créé en 2001 permettant à tous les étudiants inscrits dans un établissement dépendant du Ministère de l'Enseignement supérieur et de la Recherche ayant le statut d'Établissement public à caractère scientifique, culturel et professionnel de créer des projets personnels hors cursus. 
Principalement destiné au financement des projets portés par des associations étudiantes, son objectif est de s'adresser prioritairement aux autres étudiants mais aussi à la communauté de l'établissement dans son ensemble. Une part de ce fonds peut être affectée à l'aide sociale aux étudiants en difficulté, dans la limite de 30 %.
Comme indiqué par la circulaire no 2011-1021 du Ministère de l'Enseignement supérieur et de la Recherche, le FSDIE est alimenté par une partie des droits de scolarité acquittés par les étudiants auprès de leur université, dont le montant minimal est fixé chaque année par l'arrêté relatif aux taux des droits de scolarité dans les établissements publics d'enseignement supérieur relevant du ministère chargé de l'enseignement supérieur. Ensuite, le conseil d'administration de l'établissement détermine la part du droit de scolarité réservée au financement du fonds en référence à l'arrêté interministériel. La compensation des droits d'inscription non versés par les étudiants boursiers sur critères sociaux a vocation à s'appliquer également au FSDIE.
Le fonds peut être abondé par d'autres moyens provenant des universités, des collectivités locales, du mécénat.

## Alimentation du FSDIE
Le FSDIE doit être alimenté par une partie des droits d’inscription payés par l’étudiant chaque année, définie chaque année par un arrêté ministériel. Pour l’année 2011-2012, le montant était de 16 euros par étudiant mais il reste à l’appréciation supérieure de l’établissement. De plus, il est possible d’abonder le fond par des aides des collectivités locales, ou tout autre ligne budgétaire de l’établissement. C’est un choix politique de l’établissement.
Le montant du fonds varie donc selon les universités, certaines ont un fonds de quelques dizaines de milliers d'euro, tandis que d'autres atteignent plusieurs centaines de milliers d'euro.

## Utilisation du FSDIE
Le FSDIE a permis de financer 4 425 projets associatifs étudiants lors de l'année universitaire 2011-2012, pour un montant total de 8 000 000 euros.
Le fonds permet de financer des projets de thématiques variées, à condition qu'ils soient portés par des étudiants.

### Commission FSDIE
L'attribution des crédits aux différents projets est gérée par une commission FSDIE qui dépend du CEVU.
Cette commission se compose :
- du (ou des) vice-président(s) du CEVU ;
- du (ou des) vice-président(s) étudiant(s) ;
- des représentants des associations étudiantes ;
- des représentants des élus étudiants du CA et du CEVU ;
- du responsable du bureau de la vie étudiante ;
- du directeur du Crous ou son représentant ;
- des assistantes sociales ;
- des représentants des mutuelles étudiantes ;
- de personnalités qualifiées.